# Chantal Hoffmann
Chantal Hoffmann (30 oktober 1987) is een Luxemburgs voormalig wielrenster. Zij reed van 2014 tot en met 2019 voor de Belgische ploeg Lotto Soudal Ladies.
In 2012 behaalde zij haar Master in kinesitherapie en revalidatie aan de Katholieke Universiteit Leuven.
Hoffmann kwam uit voor Luxemburg op de Olympische Zomerspelen 2016 in Rio de Janeiro; haar landgenote Christine Majerus werd 18e in de wegrit. Ze won de bronzen medaille in de wegrit van de Spelen van de Kleine Staten van Europa 2013 en ze behaalde meerdere zilveren en bronzen medailles tijdens het Luxemburgs kampioenschap, telkens achter Majerus die elk jaar het goud won op zowel de tijd- als wegrit.

## Palmares
2013
- Spelen van de Kleine Staten van Europa 2013, wegrit
- Luxemburgs kampioenschap op de weg
- Luxemburgs kampioenschap tijdrijden

2014
- Luxemburgs kampioenschap op de weg
- Luxemburgs kampioenschap tijdrijden

2015
- Luxemburgs kampioenschap op de weg
- Luxemburgs kampioenschap tijdrijden

2016
- Luxemburgs kampioenschap op de weg

2017
- Luxemburgs kampioenschap tijdrijden

2019
- Luxemburgs kampioenschap op de weg